# Congresso anarchico di Carrara (1968)
Il Congresso anarchico, svoltosi a Carrara dal 31 agosto al 3 settembre 1968, stabilì la nascita dell'Internazionale delle federazioni anarchiche (IFA, in inglese International of Anarchist Federations), vi parteciparono delegati provenienti da 18 paesi: Grecia, Portogallo, Bulgaria, Spagna, Olanda, Italia, Francia, Giappone, Cuba, Messico, Germania federale, Gran Bretagna, Nuova Zelanda, Svezia, Svizzera, Australia, Jugoslavia e Corea.

## Preparazione
In occasione del Congresso nazionale della Federazione anarchica francese (Parigi, maggio 1966) Umberto Marzocchi, su mandato della Federazione anarchica italiana, propose alle organizzazioni presenti la convocazione di un congresso internazionale a Carrara per il 1967 o 1968. Venne di conseguenza costituita una commissione preparatoria e venne indirizzata una circolare alle diverse federazioni.
Alla preparazione del congresso collaborarono 34 organizzazioni nazionali operanti in Argentina, Australia, Brasile, Bulgaria (federazione in esilio), Canada, Cile, Cina, Colombia, Corea, Costa Rica, Cuba (in esilio), Danimarca, Finlandia, Francia, Italia, Germania federale, Giappone, Gran Bretagna, Grecia, Guatemala, Jugoslavia, Messico, Nuova Zelanda, Olanda, Panama, Perù, Portogallo, Romania, Spagna, Svezia, Svizzera, USA, Vietnam.

## Lavori del congresso
Il congresso si aprì il 31 agosto 1968 al Teatro Animosi. Nell'intervento introduttivo Guy Malouvier precisò che il congresso non si proponeva di essere "un Congresso Anarchico Mondiale" rappresentativo di tutte le tendenze libertarie, ma "un Congresso Internazionale di Federazioni anarchiche" concordi sulla necessità di riorganizzare a livello internazionale il movimento.

Un clamoroso incidente si verificò quando il delegato messicano Domingo Rojas denunciò la grave situazione di Cuba dove il movimento anarchico era perseguitato e la rivoluzione soffocata da una dittatura di stampo bolscevico. Mentre una parte della platea applaudiva un'altra inveiva contro l'oratore. Daniel Cohn-Bendit, presente in qualità di osservatore del movimento francese "22 marzo", di ispirazione situazionista, accusò gli anarchici cubani di "essere pagati dalla CIA". La discussione che seguì mise in luce la sostanziale inconciliabilità tra le posizioni situazioniste e quelle anarchiche. Cohn-Bendit e i suoi sostenitori abbandonarono il congresso per celebrarne uno alternativo sulla spiaggia di Marina di Massa.

Un ulteriore elemento di contestazione fu la decisione dei delegati inglese Stuart Christie e svizzero Jean-Jacques Lebel di abbandonare il congresso perché troppo centrato su problemi organizzativi e non su una fattiva preparazione rivoluzionaria.

Di fronte a questa seconda contestazione il congresso deliberò di ritenere "legittimo l'atteggiamento di questi compagni, rivendicando essi una libertà di scelta dei metodi d'azione gelosamente custodita da tutti gli anarchici" e ribadì "che esula dai suoi compiti prendere decisioni o stabilire norme valide per tutti"..

Il congresso proseguì i suoi lavori approvando una serie di indirizzi programmatici che ribadivano i punti fondamentali delle concezioni anarchiche. In conclusione venne decisa la costituzione dell'Internazionale delle federazioni anarchiche precisando che sarebbe stata riconosciuta una sola federazione per ogni paese, che ciascuna federazione avrebbe mantenuto piena autonomia, che in occasione dei congressi ogni federazione avrebbe avuto lo stesso peso, prescindendo dal numero degli associati. Venne costituita una Commissione di relazioni (CRIFA) con il compito di mantenere i contatti tra un congresso e l'altro.